# Orlík (hrad, okres Pelhřimov)
Orlík u Humpolce je zřícenina hradu nad vesnicí Rozkoš asi dva kilometry od Humpolce v okrese Pelhřimov. Stojí na zalesněném kopci v nadmořské výšce 645 m. Z hradu založeného na konci čtrnáctého století se dochovaly rozsáhlé zbytky budov a opevnění. Od roku 1963 je zřícenina chráněna jako kulturní památka.

## Historie

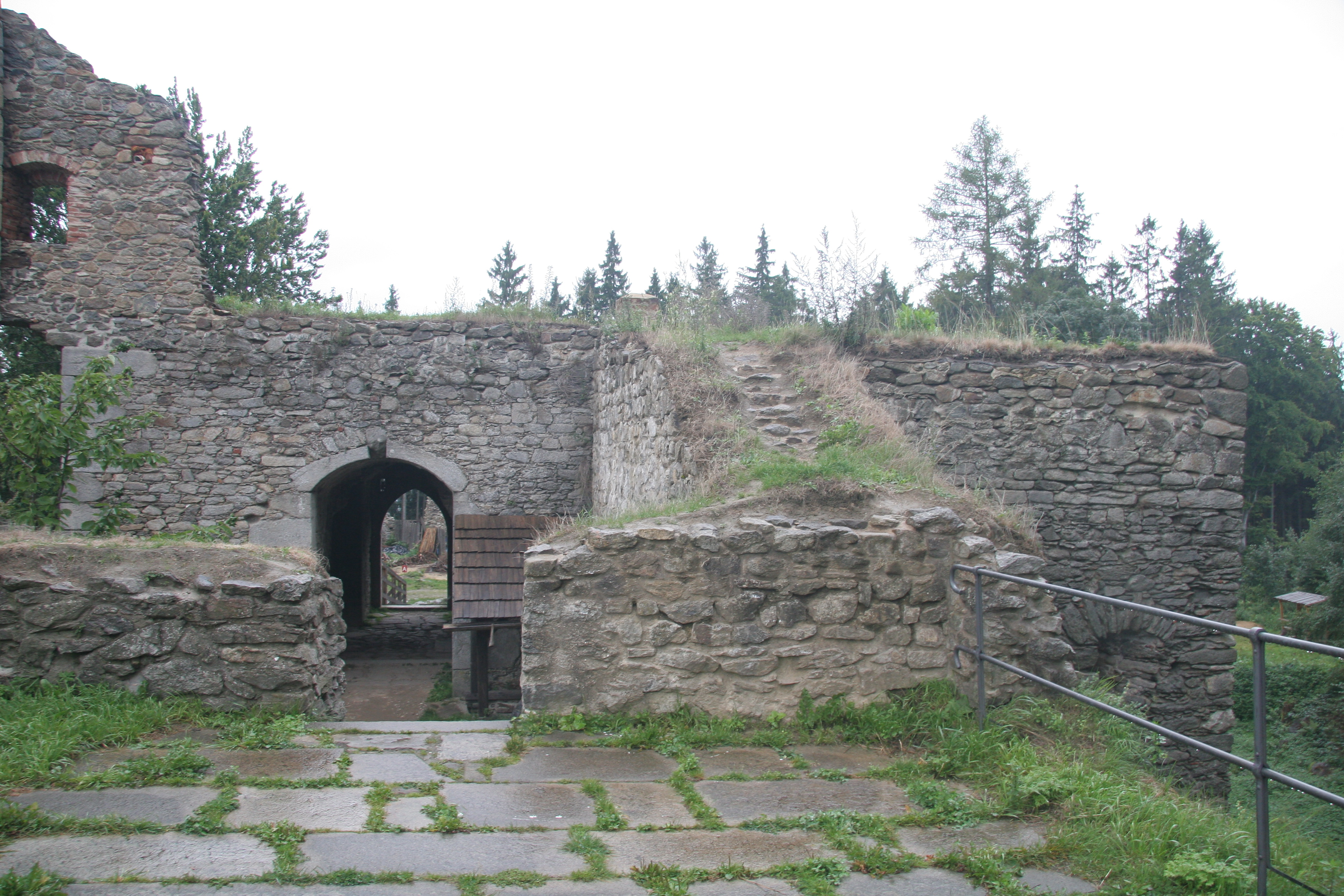
Nádvorní strana první brány do hradního jádra

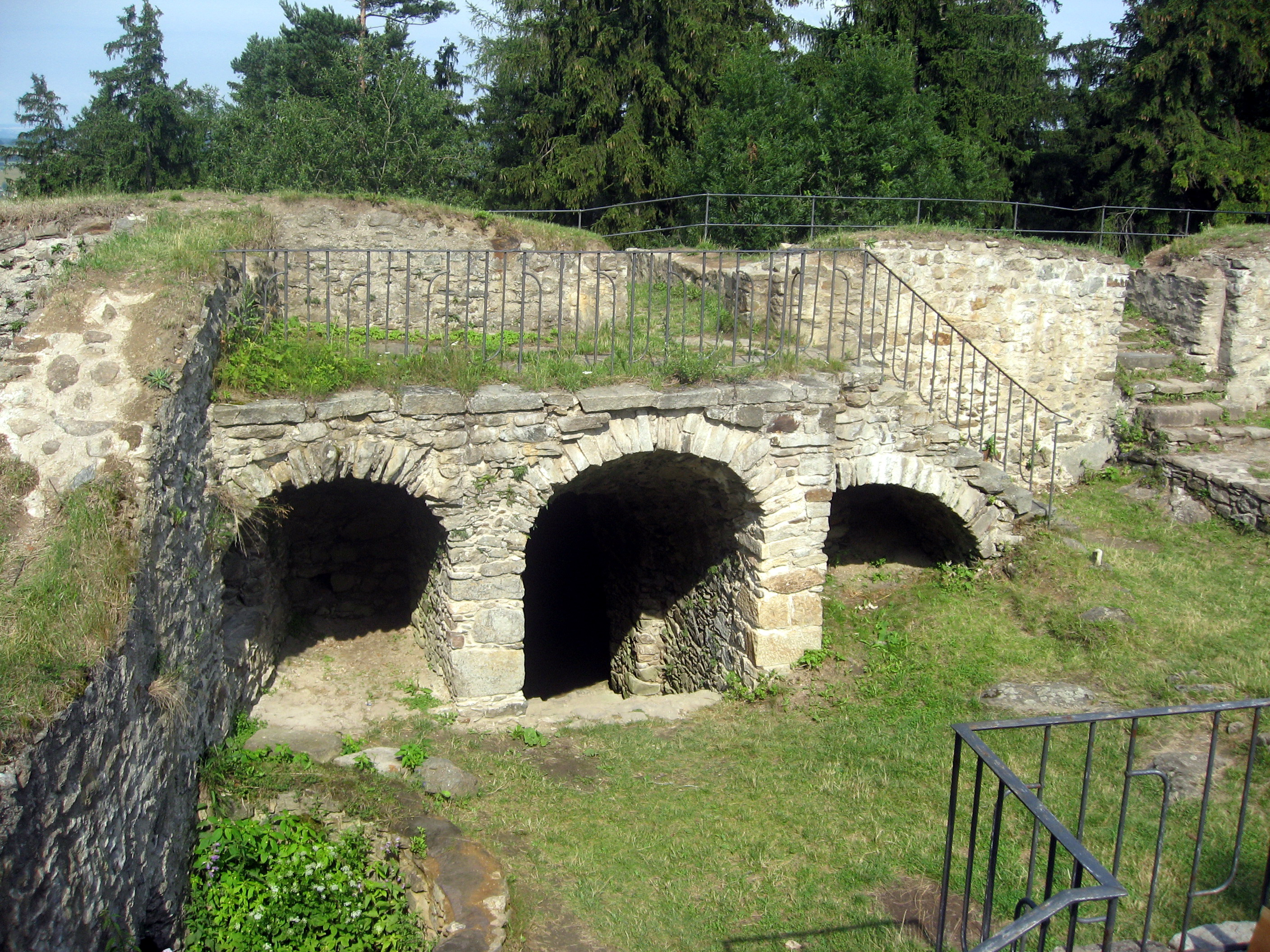
Nástup do patra západního křídla paláce

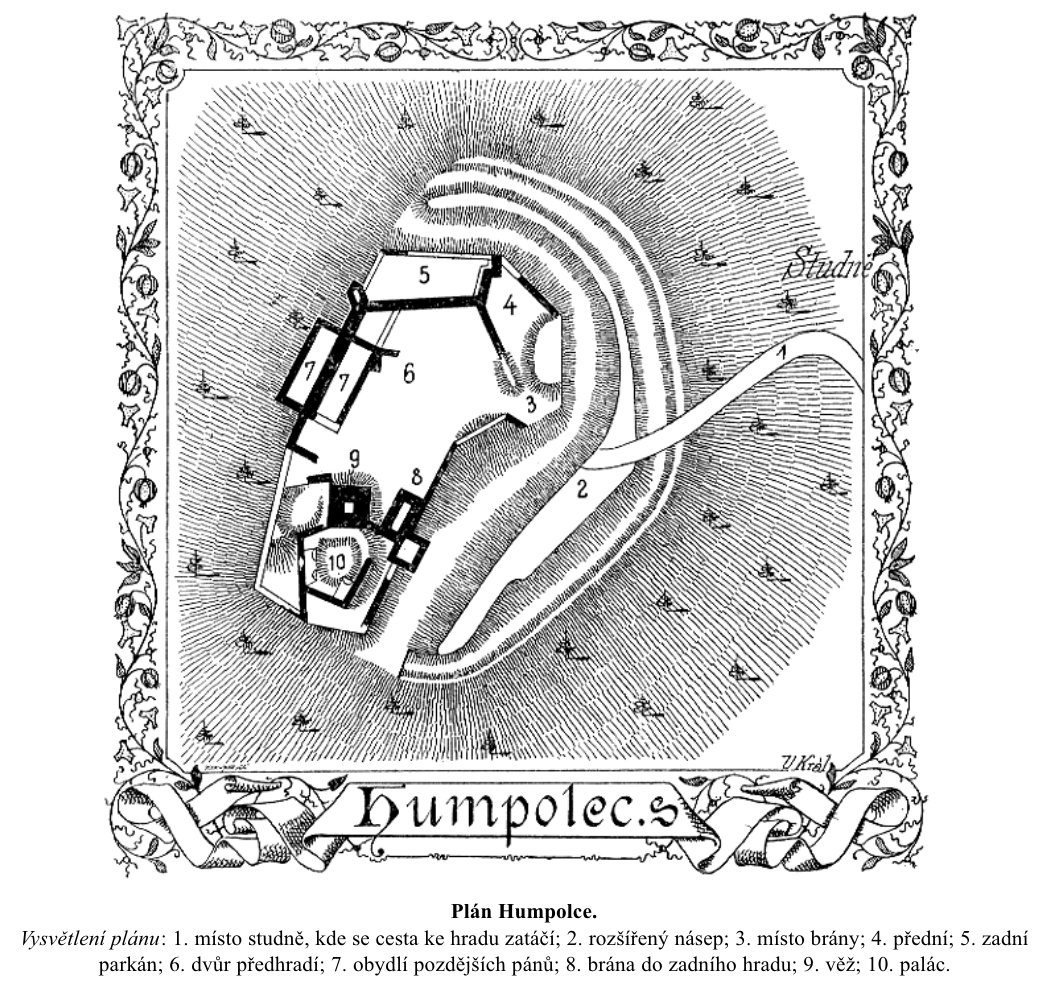
Půdorys hradu podle Augusta Sedláčka

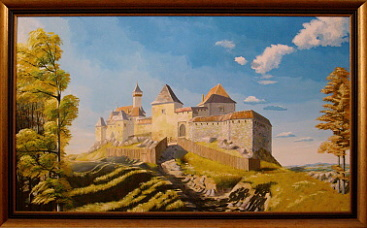
Umělecká rekonstrukce podoby hradu

Hrad původně nazývaný Humpolec nechali pravděpodobně po roce 1371 postavit páni z Dubé. První písemná zmínka však pochází až z roku 1399, kdy patřil Jindřichovi z Dubé. O pět let později ho dobylo vojsko Jindřicha z Rožmberka. Po smrti Jindřicha z Dubé hrad po jistých sporech zdědila Jindřichova dcera Anežka. Její manžel, Jan z Jenštejna, hrad prodal roku 1420 Janu Leskovci z Leskovce. V padesátých letech patnáctého století nechal hrad přestavit Arnošt Leskovec z Leskovce. Přestavbu dokončil v renesančním slohu až Burjan Trčka z Lípy, který ho koupil v roce 1496. Po něm na hradě sídlil jeho syn Zdeněk Trčka z Lípy připomínaný zde ještě v roce 1559, ale o rok později se hrad připomíná již jako pustý. Opuštěný hrad koupil Jan z Říčan a nechal ho opravit jako své sídlo. Jeho syn, taktéž Jan, hrad prodal v roce 1588 Kryštofu Karlovi z Roupova, který se brzy poté přestěhoval na zámek v Herálci, a starý hrad byl definitivně opuštěn.
Ještě v roce 1708 je Orlík uváděn jako pustý zámek s dobře zachovalými zdmi a z roku 1803 pochází vyobrazení z doby před zkázou hradu. Orlík byl později rozebírán na stavební kámen. Roku 1913 hrozilo zřícení věže, a proto byla provedena základní konzervace zdiva a v období 1939–1943 proběhl také archeologický průzkum.
V roce 1977 se zde natáčela část exteriérů filmové pohádky Jak se budí princezny . V roce 2014 byla opravena věž a byla dostavěna železnou konstrukcí. Slouží jako rozhledna.

## Stavební podoba
Původní podobu předhradí neznáme. Nejstarší stavbou malého hradního jádra se stal obdélný palác natočený svou užší stranou k předhradí. Naproti němu byla brzy poté postavena velmi štíhlá hranolová věž a v prostoru mezi nimi vznikla brána. Zbytek jádra opevnila obvodová hradba a brzy poté byla přistavěna palácová křídla na západní a jižní straně. Velmi krátké křídlo rozšířilo také nejstarší budovu vedle brány. Ve druhé stavební fázi obklopil na jihu a na východě hradní jádro parkán s hranolovou věží v jihovýchodním nároží, jehož hradba na severu přecházela v opevnění předhradí.
Typologicky hrad patřil mezi blokové dispozice. Podoba jádra odpovídala dobovým módním požadavkům, ale malé rozměry vedly ke zmenšení jednotlivých prvků. Zejména věž svými rozměry nemohla plnit obytnou funkci ani funkci bergfritu. Celková stísněnost jádra vedla k pozdějším velkorysým přestavbám.
V polovině patnáctého století vzniklo nové opevnění předhradí a řada budov. Podél severní strany předhradí byl postaven nový rozměrný palác a vedle brány budova kuchyně. Stará brána do jádra byla zrušena, a nová byla prolomena ve východní hradbě. Přízemní místnosti paláců v jádře získaly valené klenby a další palác zabral část východního parkánu. Pod velkou věží vznikla nová brána s obdélným, valeně klenutým průjezdem se sedile. Bránu uzavíral padací most. V sousedství nové brány stála štíhlá čtverhranná věž a jiný obdélný objekt zajistil západní stranu předhradí. Na severní a východní straně hrad zabezpečoval zdvojený příkop a val.
Během přestaveb prováděných Trčky z Lípy se stavělo v paláci na severní straně předhradí a znovu bylo zesíleno opevnění zejména v severovýchodním nároží, kde byl postaven nepravidelný bastion.

## Přístup
Zřícenina je dostupná po žlutě značené turistické trase z Rozkoše nebo krátkou odbočkou z modře značené trasy z Humpolce do Lipnice nad Sázavou. Okolím hradu vede naučná stezka Březina. Od roku 1997 je hrad Orlík turisticky zpřístupněn vždy v letním období, od června do září. Navštívit můžete také středověké slavnosti, které se na hradě konají vždy 5. července a 6. července.
V roce 2017 zříceninu navštívilo 16 605 návštěvníků.